# People Get Ready
People Get Ready ist ein Lied von The Impressions, das 1965 als Single und als Titelsong des Albums People Get Ready veröffentlicht wurde. Das vom Gospel beeinflusste Stück ist eine Komposition von Curtis Mayfield. Es ist der bekannteste Hit der Gruppe und erreichte Platz 3 der Billboard R&B-Charts und Platz 14 der Billboard Hot 100.
Im Jahr 2004 und 2010 kürte der Rolling Stone People Get Ready bei Die 500 besten Songs aller Zeiten auf Platz 24.
Der Song wurde in die Rock and Roll Hall of Fame 500 Songs that Shaped Rock and Roll aufgenommen. People Get Ready wurde vom Musikmagazin Mojo als neuntbester Song aller Zeiten bezeichnet und 1998 in die Grammy Hall of Fame aufgenommen. Im Jahr 2015 wurde der Song aufgrund seiner „kulturellen, historischen oder künstlerischen Bedeutung“ in das National Recording Registry aufgenommen. Martin Luther King nannte den Song die inoffizielle Hymne der Bürgerrechtsbewegung und verwendete das Lied oft, um die Menschen zum Marschieren zu bewegen oder sie zu beruhigen und zu trösten.
Verschiedene Künstler haben das Lied gecovert, darunter Bob Marley and the Wailers 1965 und 1977, The Chambers Brothers 1968, Bob Dylan 1975 und Rod Stewart und Jeff Beck 1985. Die australische Gruppe Human Nature hatte 1997 mit ihrer Version einen kleineren Hit in Australien.

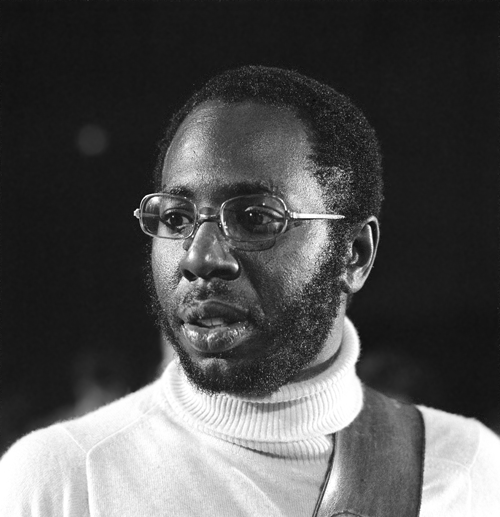
Curtis Mayfield

## Komposition
Das vom Gospel beeinflusste Stück wurde von Curtis Mayfield geschrieben und komponiert, der in seinen Texten ein wachsendes soziales und politisches Bewusstsein erkennen ließ. Mayfield sagte:

„Das stammt aus meiner Kirche oder aus der Erziehung mit Botschaften aus der Kirche. Dass es kein Versteck gibt und dass man an Bord gehen muss, und solche Bilder. Ich muss in einer sehr tiefen Stimmung dieser Art von religiöser Inspiration gewesen sein, als ich diesen Song schrieb.“

Der Song ist der erste Impressions-Hit, in dem Mayfields Gitarre im Break zu hören ist.
People Get Ready steht in einer langen Tradition schwarzer amerikanischer Freiheitslieder, die eine Zugsymbolik verwenden, wie Wade in the Water oder Swing Low, Sweet Chariot. Dahinter steckt die Vorstellung, dass sich die Seele nach dem Tod auf eine Reise ins Jenseits begibt.

## Rezeption
Die Single erreichte Platz 3 in den Billboard R&B Charts und Platz 14 in den Billboard Pop Charts.
Die Zeitschrift Rolling Stone führte People Get Ready 2010 auf Platz 24 ihrer Liste der „500 besten Songs aller Zeiten“ und setzte ihn auf Platz 20 ihrer Liste der 100 größten Gitarrentracks. Der Song wurde in die 500 Songs that Shaped Rock and Roll („500 Songs, die den Rock ’n’ Roll geformt haben“) der Rock and Roll Hall of Fame aufgenommen, zudem 1998 in die Grammy Hall of Fame. Im Jahr 2000 wurde er von einem Gremium aus 20 Songwritern, darunter Paul McCartney, Brian Wilson und Hal David, für das britische Musikmagazin Mojo zum neuntbesten Song aller Zeiten gewählt.

## Coverversionen
Der Song wurde bis 2025 rund 230 mal gecovert und so zu einem Klassiker, der eine Vielzahl von Künstlern beeinflusst hat, von Countrysängern über britische, amerikanische und australische Pop- und Rockkünstler bis hin zu Reggae-Star Bob Marley. Zu den anderen, die den Song aufgenommen haben, gehören The Blind Boys of Alabama, Paul Jackson Jr., Al Green, Aretha Franklin, Eva Cassidy, The Everly Brothers, The Chambers Brothers, The Persuasions und The Staple Singers.
Auf Jamaika entwickelte sich der Song schnell zu einem Standard. Schon 1965 spielten The Wailing Wailers, eine Vorstufe von Bob Marley & The Wailers, für Studio One eine interpolierte Version mit dem Titel One Love ein. Bei dieser Ska-Interpretation wurden weder der Komponist noch die ursprüngliche Komposition als Quelle angegeben. Als Bob Marley & The Wailers das Lied unter dem Titel One Love/People Get Ready für das Album Exodus erneut einspielten, wurde der Makel bereinigt und Curtis Mayfield als Ko-Autor genannt. Im April 1984 erschien One Love/People Get Ready als Single-Auskopplung, um das anstehende Greatest-Hits-Album Legend zu bewerben. In dem eigens hierfür produzierten Musikvideo unter der Regie von Don Letts bekamen Musiker wie Paul McCartney, Neville Staple von The Specials sowie Graham McPherson und Chas Smash von Madness einen Cameo-Auftritt. Ebenfalls für Studio One nahm das jamaikanische Gesangstrio The Minstrels 1967 eine Rocksteady-Version mit dem Titel People Get Ready auf. Es folgten Dandy Livingstone 1969 und Pat Kelly 1979.
Auch Bob Dylan nahm den Song zweimal auf: 1967 während der Sessions, aus denen The Basement Tapes hervorgingen, und 1989 für den Soundtrack zu Flashback. Eine Live-Version von Dylan war 1978 in seinem Film Renaldo and Clara und auf seiner 14-CD-Box Bob Dylan – The Rolling Thunder Revue: The 1975 Live Recordings.
Eine Coverversion von Jeff Beck und Rod Stewart erschien 1985 auf Becks Album Flash. Der Song erreichte in den USA Platz 5 der Billboard Mainstream Rock Songs, Platz 48 der Hot 100 und Platz 23 in Australien.
Human Nature veröffentlichten den Song 1997 als fünfte Single aus ihrem Album Telling Everybody und erreichten damit Platz 35 der australischen Charts.